# Melvin Jerusalem
Melvin Jerusalem est un boxeur philippin né le 22 février 1994 à Manolo Fortich.

## Carrière
Passé professionnel en 2014, il affronte Chayaphon Moonsri le 25 janvier 2017 pour le gain de la ceinture de champion du monde des poids pailles WBC mais s'incline aux points. Battu également lors du combat suivant par Joey Canoy, Jerusalem enchaine ensuite huit victoires et obtient une seconde opportunité de devenir champion du monde. Le 6 janvier 2023, il affronte Masataka Taniguchi, champion WBO de la catégorie, qu'il bat par arrêt de l'arbitre au 2e round. Il perd en revanche sa ceinture dès le combat suivant face à Oscar Collazo le 27 mai 2023 par abandon à l'issue du 7e round.
Melvin Jerusalem remporte la ceinture WBC des poids pailles le 31 mars 2024 en battant aux points Yudai Shigeoka et le conserve le 22 septembre 2024 aux dépens de Luis Castillo également aux points.